# Samba Lélé Diba
Samba Lélé Diba (Louga, 24 dicembre 2003) è un calciatore senegalese, centrocampista del Grenoble e della nazionale senegalese.

## Carriera

### Club
Cresciuto nell'ASEC Ndiambour, il 21 giugno 2022 è stato acquistato dal Servette con cui ha firmato un contratto di tre anni. Ha debuttato in prima squadra il 6 agosto nell'incontro di Super League vinto 1-0 contro il Winterthur.

### Nazionale
Ha giocato nella nazionale senegalese Under-20.
Ha debuttato con la nazionale maggiore senegalese il 9 settembre 2023 nell'incontro di qualificazione per la Coppa delle nazioni africane 2023 pareggiato 1-1 contro il Ruanda.

## Statistiche

### Presenze e reti nei club
Statistiche aggiornate al 12 novembre 2023.
| Stagione        | Squadra         | Campionato      | Campionato | Campionato | Coppe nazionali | Coppe nazionali | Coppe nazionali | Coppe continentali | Coppe continentali | Coppe continentali | Altre coppe | Altre coppe | Altre coppe | Totale | Totale | Totale |
| Stagione        | Squadra         | Comp            | Pres       | Reti       | Comp            | Pres            | Reti            | Comp               | Pres               | Reti               | Comp        | Pres        | Reti        | Pres   | Reti   |        |
| --------------- | --------------- | --------------- | ---------- | ---------- | --------------- | --------------- | --------------- | ------------------ | ------------------ | ------------------ | ----------- | ----------- | ----------- | ------ | ------ | ------ |
| 2022-2023       | Servette U-21   | 1L              | 7          | 0          |                 | -               | -               |                    | -                  | -                  |             | -           | -           | 7      | 0      |        |
| 2023-2024       | Servette U-21   | PL              | 2          | 0          |                 | -               | -               |                    | -                  | -                  |             | -           | -           | 2      | 0      |        |
| 2022-2023       | Servette        | ASL             | 15         | 0          | CS              | 3               | 0               |                    | -                  | -                  |             | -           | -           | 18     | 0      |        |
| 2023-2024       | Servette        | ASL             | 5          | 0          | CS              | 2               | 0               | UCL+UEL            | 2+1                | 0                  |             | -           | -           | 10     | 0      |        |
| Totale carriera | Totale carriera | Totale carriera | 29         | 0          |                 | 5               | 0               |                    | 3                  | 0                  |             | -           | -           | 37     | 0      |        |

### Cronologia presenze e reti in nazionale
| Cronologia completa delle presenze e delle reti in nazionale ― Senegal | Cronologia completa delle presenze e delle reti in nazionale ― Senegal | Cronologia completa delle presenze e delle reti in nazionale ― Senegal | Cronologia completa delle presenze e delle reti in nazionale ― Senegal | Cronologia completa delle presenze e delle reti in nazionale ― Senegal | Cronologia completa delle presenze e delle reti in nazionale ― Senegal | Cronologia completa delle presenze e delle reti in nazionale ― Senegal | Cronologia completa delle presenze e delle reti in nazionale ― Senegal |
| Data                                                                   | Città                                                                  | In casa                                                                | Risultato                                                              | Ospiti                                                                 | Competizione                                                           | Reti                                                                   | Note                                                                   |
| ---------------------------------------------------------------------- | ---------------------------------------------------------------------- | ---------------------------------------------------------------------- | ---------------------------------------------------------------------- | ---------------------------------------------------------------------- | ---------------------------------------------------------------------- | ---------------------------------------------------------------------- | ---------------------------------------------------------------------- |
| 9-9-2023                                                               | Butare                                                                 | Ruanda                                                                 | 1 – 1                                                                  | Senegal                                                                | Qual. Coppa d'Africa 2023                                              | -                                                                      | 70’                                                                    |
| Totale                                                                 |                                                                        | Presenze                                                               | 1                                                                      |                                                                        | Reti                                                                   | 0                                                                      |                                                                        |

## Palmarès

### Club

#### Competizioni nazionali
- 1ª Lega: 1

Servette II: 2022-2023
- Coppa Svizzera: 1

Servette: 2023-2024